# 井戸伸年
井戸 伸年（いど のぶとし、1976年12月28日 - ）は、大阪府豊中市出身の元プロ野球選手（外野手）。

## 来歴・人物
育英高校から徳山大学に進む。大学時代は、主将を務め大学選手権にも出場している。
大学卒業後、社会人野球の住友金属に入部。主軸として日本選手権に出場し活躍。1999年にチームが解散したため、住友金属鹿島に転籍。第71回都市対抗野球大会でベスト4に進出し優秀選手賞を受賞するが、2001年に退部。
翌2002年に大リーグのシカゴ・ホワイトソックスとマイナー契約する。ルーキーリーグに出場するが、上には上がれずに、同年10月に帰国。大阪近鉄バファローズのテストを受け合格し、同年のプロ野球ドラフト会議で近鉄から9巡目指名され入団した。
2005年に選手分配ドラフトでオリックス・バファローズへ移籍。一軍の試合に出場することなくこの年限りで戦力外通告を受け、12球団合同トライアウトに参加するもオファーはなく、現役引退した。
2006年は、関西メディカルスポーツ学院硬式野球部でコーチを務め、2008年からは監督となり、現在はGMを務めている。また、Honda鈴鹿でもコーチを務めたほか、野球塾『ベースボールジム』の塾長も務めている。

## 詳細情報

### 年度別打撃成績
- 一軍公式戦出場なし

### 背番号
- 64 （2003年 - 2004年）
- 96 （2005年）

## 関連情報

### 著書
- 『「人が集まる」組織のしくみ - 究極の野球指導を通した人材育成のヒント』（2021年/PHP研究所）ISBN 9784569849744